# Jaime Pacheco
Pour les articles homonymes, voir Pacheco.
Jaime Moreira Pacheco est un footballeur portugais, reconverti entraîneur, né le 22 juillet 1958 à Rebordosa, dans la municipalité de Paredes (Portugal).

## Carrière

### De joueur
Alors qu'il arrive au FC Porto, en 1978, il n'apparaît en équipe première qu'en 1981. Il est lancé en équipe pro par Hermann Stessl, jouant 22 matchs dès sa première saison et aide le club à terminer troisième du championnat. Les deux saisons suivantes, il joue de plus en plus et est vice-champion du Portugal par deux fois (1983 et 1984) et gagne la Coupe du Portugal 1984. Il acquiert une solide réputation et est sélectionné en équipe du Portugal le 23 février 1983 contre la RFA (victoire 1-0). Il marque son meilleur total de buts en championnat en 1983-1984 (6 buts) et est recruté en fin de saison par le rival du Sporting Portugal dans l'échange avec Paulo Futre entre les deux clubs.
La saison suivante, il est de nouveau vice-champion du Portugal 1985 et revient au FC Porto en 1986 avec un peu plus d'expérience. Encore deuxième du championnat 1987, il atteint enfin le titre de champion la saison suivante et réalise même le doublé Coupe du Portugal-championnat.
En 1989, il joue moins à Porto et rejoint le Vitória Setúbal. La première saison est plutôt bonne (7e) mais le club est relégué en 1991. Il quitte alors le club pour rejoindre Paços de Ferreira où il passe deux saisons. En 1993, le club, mal en point en championnat, lui demande de remplacer l'entraîneur, Vítor Urbano, pour tenter de sauver le club de la relégation. Le club est finalement relégué et il s'engage à Braga en 1994. Il reste une saison où il fait profiter les autres joueurs de son expérience. 
Il s'engage alors en Liga Vitalis (D2) avec le Rio Ave ; il joue quelques matchs mais les résultats ne suivent pas et les dirigeants du club lui demandent rapidement de prendre en main l'équipe première du club. Le club termine 11e, soit le pire classement de l'histoire du club. Il met alors un terme à sa carrière de joueur.
Au total, Jaime Pacheco aura joué 302 matchs en 1re division portugaise et inscrit 19 buts dans ce championnat.

### En équipe nationale
Sélectionné en équipe du Portugal pour la première fois le 23 février 1983 contre la RFA (victoire 1-0), il est un joueur régulier de cette sélection. La saison suivante, il participe à l'Euro 1984 en France. On pense alors que c'est la fin d'une longue période de disette pour la sélection lusitanienne mais elle est éliminée par l'équipe de France en demi-finale (2-3 a.p, alors qu'elle gagnait 2-1 pendant les prolongations). 
En 1986, il joue la Coupe du monde 1986, Pacheco joue les trois matchs de poule mais l'équipe est éliminée dès le premier tour par l'Angleterre, le Maroc et la Pologne.
Il obtient, après quatre ans d'absence en équipe nationale, sa 25e et  dernière sélection le 12 septembre 1990 contre la Finlande (0-0) pour les qualifications à l'Euro 1992.

### D'entraîneur
De 1998 à 2003, il permet au club de Boavista d'atteindre le haut niveau. Après une place de vice-champion du Portugal 1999, il atteint enfin le titre tant convoité de champion du Portugal en 2001 devant le FC Porto. L'année suivante, il réussit à qualifier le club pour la deuxième phase des groupes de la Ligue des champions 2001-2002. Dans un groupe difficile, avec le Manchester United, le Bayern Munich et le FC Nantes, le club est éliminé. Le club s'expose aux yeux de l'Europe et révèle des talents comme Ricardo, Petit, ou Sánchez. Cette année-là, la saison est plutôt réussie et le club termine deuxième du championnat. 
Pour la saison 2002-03, les résultats en championnat sont moins probants (10e) mais le club continue à briller sur la scène européenne : en effet, Boavista élimine tour à tour le Maccabi Tel-Aviv (0-1, 4-1), l'Anorthosis Famagouste (2-1, 1-0), le PSG (1-2, 1-0), le Hertha Berlin (2-3, 1-0) et Málaga CF (1-0, 0-1 4-1 aux t.à.b).
Le club est finalement éliminé par le Celtic Glasgow en demi-finale de Coupe UEFA (1-1, 0-1). De nouveau, des joueurs comme Bosingwa ou Elpidio Silva sont plébiscités par des clubs portugais ou européens
En 2003, il jouit d'une bonne réputation et est recruté par le club de Liga de RCD Mallorca. En août, il dispute la Supercoupe d'Espagne contre le Real Madrid. Le match aller voit le club des Baléares gagner 2-1 (buts de Bruggink et Eto'o contre un de Figo). Ce match laisse entrevoir de bonnes choses mais le match retour est une désillusion ; la défaite 0-3 ne laisse aucune contestation (buts de Raúl, Ronaldo, David Beckham). Le début de saison est catastrophique, il ne gagne qu'un match sur les cinq premiers et il part du club le 29 septembre 2003.
En mars 2004, le président de Boavista le rappelle en remplacement du Bolivien Erwin Sánchez, dont les résultats sont en deçà des ambitions du club. Après une saison et demie à la tête de club sans grand succès, il décide de partir.
En juin 2005 il rejoint le Vitória Guimarães. Après avoir terminé cinquième lors de la saison précédente, le club déclare de nouvelles ambitions, notamment dans le recrutement avec les arrivées de Marek Saganowski, Selim Benachour et Sebastian Svärd. En décembre, il démissionne du club à cause des mauvais résultats (avant-dernier du championnat) et de l'élimination en Coupe UEFA.
Il retourne en 2006 à Boavista. Le club est rentré dans le rang, a perdu ses meilleurs joueurs et Pacheco amène le club au milieu du classement par deux fois malgré les problèmes financiers du club. Malgré tout le club, reconnu coupable de corruption et de « pressions avérées » sur des arbitres en 2004 dans l'affaire dite du « sifflet doré » (« Apito Dourado (en) »), subit une descente administrative en Liga Vitalis (D2) en 2008.
En 2008, il signe à Belenenses, les résultats ne sont pas au rendez vous, le club termine 15e et est maintenu en Liga Sagres grâce à la relégation de l'Estrela da Amadora en II Divisão (D3).
En juillet 2009, il rejoint le club saoudien d'Al Shabab où le recrutement est ambitieux (Flavio Amado, Tarik El Taib et Adam Griffiths (en) notamment), dans le but de détrôner Al Ittihad à la tête du championnat saoudien.

## Palmarès

### De joueur
- Championnat du Portugal :
  - Champion en 1988 (FC Porto).
  - Vice-champion en 1983, 1984, 1987, 1989 (FC Porto), 1985 (Sporting).

- Coupe du Portugal :
  - Vainqueur en 1984 et 1988 (FC Porto).
  - Finaliste en 1983 et (FC Porto).

- Supercoupe du Portugal :
  - Vainqueur en 1982, 1984 et 1987 (FC Porto).
  - Finaliste en 1988 (FC Porto).

- UEFA Champions League : 
  - Vainqueur en 1987 (FC Porto).

- Supercoupe de l'UEFA :
  - Vainqueur en 1987 (FC Porto).

- Coupe intercontinentale : 
  - Vainqueur en 1987 (FC Porto).

### D'entraîneur
- Championnat du Portugal :
  - Champion en 2001 (Boavista).
  - Vice-champion en 1999 et 2002 (Boavista).
- Supercoupe d'Espagne :
  - Finaliste en 2003 (RCD Mallorca).